# Jonathan Burkardt
Jonathan Michael „Jonny“ Burkardt (* 11. Juli 2000 in Darmstadt) ist ein deutscher Fußballspieler. Der Stürmer steht bei Eintracht Frankfurt unter Vertrag und ist deutscher Nationalspieler. Mit der U21 des DFB wurde er 2021 Europameister.

## Vereinskarriere
Burkardt kam 2014 vom SV Darmstadt 98 in das Nachwuchsleistungszentrum von Mainz 05 und war in der B-Jugend- und A-Jugend-Bundesliga für die Mainzer aktiv. Im Juni 2018 erhielt der 17-jährige Stürmer einen zunächst bis 2020 laufenden Profivertrag. Er nahm am Sommertrainingslager der Profis teil und debütierte schließlich in der Bundesliga am 15. September 2018 beim 2:1-Sieg im Heimspiel der 05er gegen den FC Augsburg. Am Saisonende hatte er vier Bundesligaspiele bestritten; außerdem hatte er zweimal für die zweite Mannschaft der Mainzer in der Regionalliga Südwest gespielt. Er war bis Saisonende 2018/19 auch weiterhin für die A-Jugend der Mainzer spielberechtigt und kam dort auch zum Einsatz.
In der Saison 2020/21 spielte er in 29 der 34 Bundesligaspiele und erzielte zwei Tore, darunter den Führungstreffer zum 2:1-Sieg der Mainzer gegen den späteren Meister Bayern München am 31. Spieltag. In der Hinrunde der Saison 2021/22 kam Burkardt in allen 17 Spielen zum Einsatz und erzielte 7 Tore. Daraufhin wählten ihn seine Bundesliga-Kollegen, 234 Profis, in einer Umfrage des Kicker zum „Aufsteiger der Saison“. Der Kicker selbst führte den Stürmer in der Rangliste des deutschen Fußballs im Winter 2021/22 auf seiner Position hinter Robert Lewandowski, Erling Haaland (beide Weltklasse), Patrik Schick (Internationale Klasse) mit neun weiteren Spielern in der Nationalen Klasse. In der gesamten Saison spielte er in sämtlichen Pflichtspielen und erzielte insgesamt elf Tore in der Bundesliga; damit war er bester Torschütze der 05er.
Bis zur Unterbrechung der Saison 2022/23 vor der Weltmeisterschaft in Katar verpasste Burkardt verletzungsbedingt vier der 15 Ligaspiele. Im letzten Spiel vor der Pause gegen Eintracht Frankfurt (1:1) am 13. November 2022 erzielte er sein erstes Saisontor, zog sich aber auch eine Kniegelenksdistorsion mit einem Knochenmarködem zu. Wegen dieser Verletzung verpasste er das Mannschaftstrainingslager auf Mallorca und unterzog sich einer arthroskopischen Behandlung. Zum Saisonende 2023 wurde er erneut operiert; er war bis dahin nicht wieder zum Einsatz gekommen. Sein Comeback gab er am 26. November 2023 beim Ligaspiel gegen die TSG 1899 Hoffenheim. In der gesamten Saison 2023/24 brachte es Burkardt auf 8 Tore in 21 Ligaspielen und konnte mit Mainz den erneuten Klassenerhalt feiern, nachdem man sich zum Ende der Hinrunde noch in der Abstiegszone befunden hatte. In der Saison 2024/25 trug er mit 18 Saisontreffern zur Qualifikation der Mainzer für die UEFA Conference League 2025/26 bei. Mit insgesamt 41 Treffern ist er Rekordtorschütze von Mainz 05 in der Bundesliga.
Zur Saison 2025/26 wechselte er zum Lokalrivalen Eintracht Frankfurt. Sein Vertrag läuft bis zum Jahr 2030.

## Nationalmannschaften
Burkardt spielte seit der U15 in Junioren-Auswahlmannschaften des DFB. Er gewann bei der U21-Europameisterschaft 2021 mit der deutschen U21 den Titel. Ab Mitte September 2021 war er deren Mannschaftskapitän. Am 6. Oktober 2024 wurde Burkardt von Bundestrainer Julian Nagelsmann für den Kader der A-Nationalelf für die Spiele in der UEFA Nations League gegen Bosnien-Herzegowina und gegen die Niederlande nominiert, nachdem sich Kai Havertz verletzt hatte. Am 11. Oktober 2024 wurde er dann beim 2:1-Sieg in Zenica gegen Bosnien-Herzegowina eingewechselt und gab somit sein Debüt für die DFB-Auswahl.

## Erfolge und Auszeichnungen
Erfolge
- U21-Europameister: 2021

Auszeichnungen
- Rangliste des deutschen Fußballs: „Nationale Klasse“ im Winter 2021/22
- „Aufsteiger der Bundesliga-Saison 2021/22“ (Kicker-Umfrage)